# 国鉄タム3500形貨車
国鉄タム3500形貨車（こくてつタム3500がたかしゃ）は、かつて日本国有鉄道（国鉄）に在籍した私有貨車（タンク車）である。

## 概要
本形式は希硫酸専用の15t 積二軸私有貨車として1951年（昭和26年）6月30日から1954年（昭和29年）3月19日にかけて6両（タム3500 - タム3505）が日本車輌製造、造機車輌の2社にて製造された。
本形式の他に希硫酸を専用種別とする形式は、タ1370形（3両）、タ1400形（3両）、タ1900形（4両）、タラ300形（13両）、タサ400形（14両）、タサ2100形（1両）、タキ1450形（1両）、タキ1700形（31両）、タキ4700形（3両）、タキ4750形（6両）、タキ7600形（2両）、タキ19700形（6両）の12形式がある。
落成当時の所有者は、興国人絹パルプ､東邦亜鉛、日本曹達の3社であった。1960年（昭和35年）8月3日に興国人絹パルプ所有車3両（タム3500 - タム3502）が三谷産業へ名義変更された。
1960年（昭和35年）12月2日に1両（タム3500→タム6221）の専用種別変更（希硫酸→塩酸、アミノ酸）が行われタム5000形へ編入された。同年12月16日から1968年（昭和43年）5月31日
にかけて4両（タム3501 - タム3504→タム1695、タム1696、タム10406、タム10407）の専用種別変更（希硫酸→濃硫酸及び発煙硫酸）が行われタム400形へ編入された。
塗色は、黒であり、全長は8,300mm、軸距は3,500mm - 3,900mm、実容積は9.2m3 - 11.0m3、自重は10.1t - 12.0t、換算両数は積車2.8、空車1.2、最高運転速度は65km/h、走り装置は一段リンク式の二軸車である。
1977年（昭和52年）5月16日に最後まで在籍した1両（タム3505）が廃車となり同時に形式消滅となった。

### 年度別製造数
各年度による製造会社と両数、所有者は次のとおりである。（所有者は落成時の社名）
- 昭和26年度 - 3両
  - 日本車輌製造 3両 興国人絹パルプ（タム3500 - タム3502）
- 昭和27年度 - 2両
  - 日本車輌製造 2両 東邦亜鉛（タム3503 - タム3504）
- 昭和28年度 - 1両
  - 造機車輌 1両 日本曹達（タム3505）